# Wapenstilstandsdag

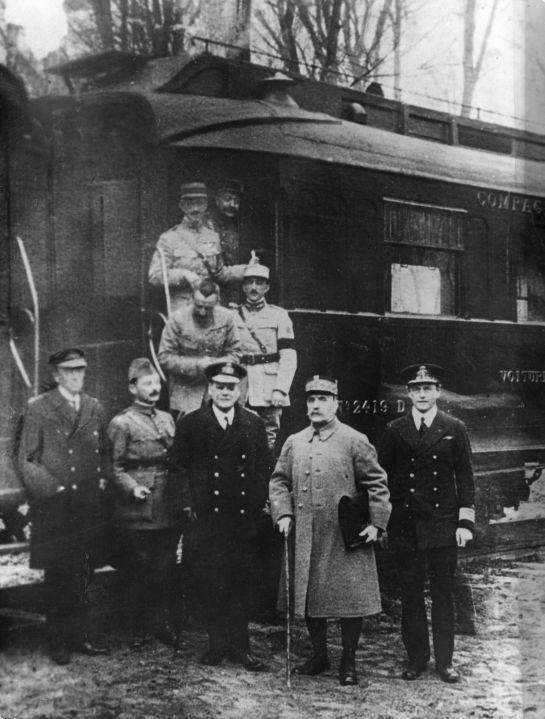
Foto genomen juist na het ondertekenen van de Wapenstilstand op 11 november 1918 in het bos van Compiègne. Op de voorgrond Maarschalk Foch (tweede van rechts), geflankeerd door twee Britse officieren: schout-bij-nacht Hope (uiterst rechts) en admiraal Wemyss. Het rijtuig was aan Foch geschonken door de uitbater, Compagnie Internationale des Wagons-Lits.

Wapenstilstandsdag op 11 november is de jaarlijkse herdenking van de wapenstilstand van 11 november 1918, die het einde betekende van de Eerste Wereldoorlog. In Nederland – dat niet rechtstreeks bij de Eerste Wereldoorlog betrokken was – spreekt men over Wapenstilstandsdag, Belgen spreken over Armistice of Wapenstilstand.
In België, Frankrijk en Servië is Wapenstilstandsdag een nationale feestdag. In België wordt sinds 1922 ieder jaar op deze dag, in aanwezigheid van de Koning, de wapenstilstandsceremonie gehouden aan het Graf van de onbekende soldaat, eerst om de slachtoffers van de Eerste Wereldoorlog te gedenken, nadien ook die van de Tweede Wereldoorlog en alle andere oorlogen in de wereld. De Poolse nationale feestdag, Dag der Onafhankelijkheid (Narodowe Święto Niepodległości), op 11 november is gerelateerd aan het einde van de Eerste Wereldoorlog.
Het Verenigd Koninkrijk en het Britse Gemenebest besteden uitgebreid aandacht aan deze dag (Remembrance Day of Armistice Day). Oudstrijdersfamilies uit deze landen komen in groten getale naar Ieper om bij de Menenpoort een dodenwake voor de oorlogsslachtoffers te houden. Het symbool voor de herdenking is, vooral in het Verenigd Koninkrijk, de klaproos (Engels: poppy). In Frankrijk staat de korenbloem symbool, in Duitsland het vergeet-mij-nietje, in België ook het madeliefje. In 2023 werden daarom in de Westhoek 50.000 paarse sieruien (allium, een paarse variëteit) geplant en uitgedeeld, als een neutrale, overkoepelende herdenkingsbloem.
De Verenigde Staten kennen Veterans Day. De dag heet in Frankrijk en Wallonië jour du Souvenir of  jour de l'Armistice.
In Nederland vindt de dodenherdenking plaats op 4 mei. Nederland bleef neutraal tijdens de Eerste Wereldoorlog. Duitsland kent de Volkstrauertag voor de gevallenen in de Eerste Wereldoorlog op de zondag het dichtst bij 16 november, de tweede zondag voor Advent.

## Geschiedenis
Op 11 november 1918 om 5 uur in de ochtend werd de Duitse capitulatie in het wapenstilstandsrijtuig op het westelijk front nabij Rethondes (Forêt de Compiègne, Bos van Compiègne) getekend door Foch en de Duitse delegatie, maar de  wapenstilstand ging pas in om 11 uur 's ochtends. Tijdens deze laatste 6 uur vielen aan beide kanten nog vele slachtoffers, terwijl de overgave al ondertekend was.
In Duitsland was kort tevoren de Weimarrepubliek uitgeroepen en in Beieren kwam zelfs korte tijd een communistisch bewind aan de macht. Keizer Wilhelm II vluchtte naar Nederland en Friedrich Ebert en Philipp Scheidemann wendden zich tot de geallieerden voor het tekenen van een wapenstilstand. Zij stuurden de gematigde Matthias Erzberger en Müller naar de onderhandelingen te Compiègne. Hier tekende Erzberger de wapenstilstand. Op 11 november 1918 om 11:00 uur eindigden de oorlogshandelingen. De dolkstootlegende werd hiermee geboren: het Duitse leger zou niet verslagen zijn, maar zou door de revolutie verraden zijn. Drie jaar later zou Erzberger door verbitterde extreemrechtse veteranen worden doodgeschoten.
De Eerste Wereldoorlog was voorbij, de wapenstilstand een feit. Het rijtuig werd later op 24 juni 1940, op bevel van Hitler, overgebracht naar Berlijn waar het eerst een tijdje werd tentoongesteld aan het Duitse volk voor de Brandenburger Poort en later op een zijspoor gezet op verschillende plaatsen. Ten slotte werd het rijtuig in april 1945 in brand gestoken door (waarschijnlijk) de SS, op bevel van Hitler. Nu staat er in Rethondes bij Compiègne een replica van dit rijtuig.

## Organisatie 11.11.11
Sinds 1965 vraagt de Vlaamse organisatie 11.11.11 op 11 november jaarlijks in een groots opgezette campagne aandacht voor wereldproblemen. Het doel is de wereldvrede te bevorderen door vermeende uitbuiting van het Zuiden door het Noorden tegen te gaan.